# Provincia de Semnán
La provincia de Semnán (en persa: استان سمنان) es una de las 31 provincias de Irán. Está al norte del país y su capital es Semnán. La provincia tiene una superficie de 96.816 km² y se extiende a lo largo de los montes Alborz y colinda con el desierto de Dasht-e Kavir en su parte sur.

## Geografía
La provincia está dividida en una región montañosa y una región de planicies al pie de las montañas. La primera ofrece un escenario para desarrollar actividades recreativas como también de minería; sobre la segunda se asiente algunas ciudades antiguas de Irán, entre ellas una de las capitales del Imperio parto. En Semnán el pueblo tiene una lengua local que se destaca por palabras únicas que derivan del idioma Pahlavi, antigua idioma de los partos. La provincia colinda con las provincias de Jorasán del Norte, Golestán y Mazandarán por el Norte, con las provincias de Qom y Teherán por el Oeste, con Isfahán y Yazd por el Sur, y con Jorasán Razavi por el Este.

## Divisiones administrativas
| Mapa | Municipio (Shahrestan) | Abreviatura en el mapa | Distrito (Bakhsh) | Cabecera |
| --- | ---------------------- | ---------------------- | ----------------- | -------- |
| |                        |                        |                   |          |
| Damghan | D                      | Central                | Damghan           |          |
| Damghan | a                      | Amirabad               | Damghan           |          |
| Garmsar | G                      | Central                | Garmsar           |          |
| Garmsar | a                      | Aradán                 | Garmsar           |          |
| Garmsar | e                      | Eyvanakey              | Garmsar           |          |
| Semnán | S                      | Central                | Semnán            |          |
| Semnán | m                      | Mehdishahr             | Semnán            |          |
| Semnán | s                      | Sorjé                  | Semnán            |          |
| Shahrud | Sh                     | Central                | Shahrud           |          |
| Shahrud | bd                     | Biarchmand             | Shahrud           |          |
| Shahrud | bm                     | Mayamí                 | Shahrud           |          |
| Shahrud | m                      | Bastam                 | Shahrud           |          |
| Provincias vecinas: E: Isfahán, G: Golestán, M: Mazandarán, NKh: Jorasán del Norte, Q: Qom, RKh: Jorasán Razavi, T: Teherán, Y: Yazd |                        |                        |                   |          |

- Datos: Q168949
- Multimedia: Semnan Province / Q168949